# تیک تو
«تیک تو» (انگلیسی: Take Two) ترانه‌ای از بی‌تی‌اس، گروه پسرانه کره جنوبی است که در ۹ ژوئن ۲۰۲۳ توسط بیگ هیت میوزیک منتشر شد. این تک‌آهنگ برای بزرگداشت دهمین سالگرد فعالیت‌های گروهی بی‌تی‌اس منتشر شده‌است. متن این ترانه توسط آراِم و جی-هوپ نوشته شده و تهیه‌کنندگی آن را شوگا انجام داده‌است.

## پیش‌زمینه
گزارش انتشار این ترانه، در ۳۱ مه ۲۰۲۳ اعلام شد. بی‌تی‌اس اعلام کرد که این ترانه برای قدردانی از فندوم گروه به نام آرمی است. عنوان ترانه برای نشان دادن مفهوم «گروهی که وارد فصل دوم فعالیت‌های خود می‌شود» در نظر گرفته شده‌است.